# Soldatino

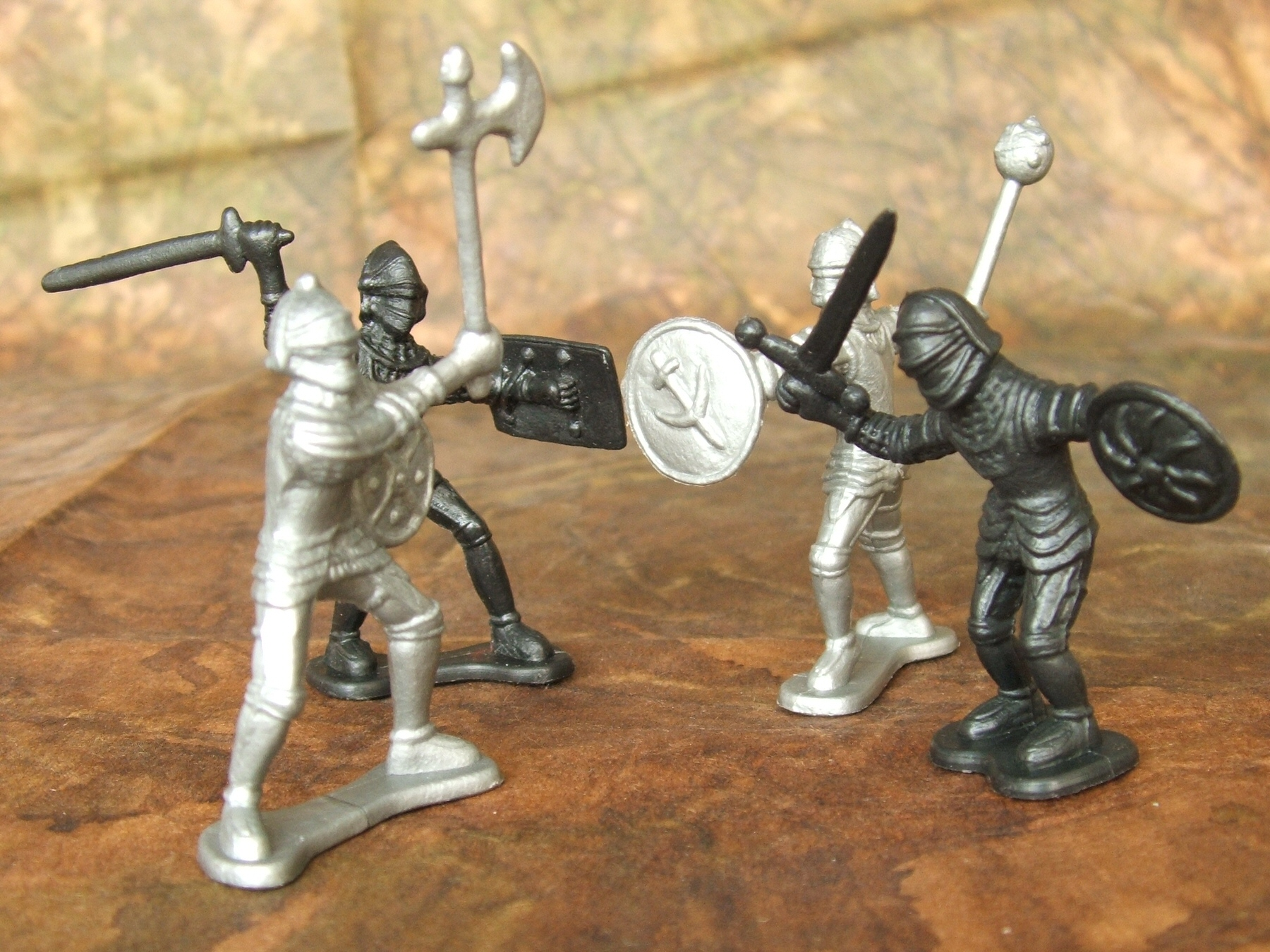
Soldatini medioevali posizionati in modo tale da interpretare un combattimento.

Un soldatino è una riproduzione in scala di un militare di una qualsiasi epoca e per estensione di un qualsiasi combattente anche non appartenente a un esercito regolare, comprendendo quindi cavalieri, cowboy, pellerossa, pirati e altri personaggi correlati all'uso delle armi. In realtà, i produttori di soldatini hanno spesso commercializzato anche figurini di soggetto non marziale, popolarmente, anche se erroneamente, compresi nel termine di "soldatini".
I soldatini sono un tipo di giocattolo estremamente diffuso, ma esiste anche un vasto mercato di soldatini da collezione, di qualità notevolmente superiore a quelli destinati ai bambini. I soldatini di quest'ultima categoria vengono spesso definiti figurini per distinguerli dai semplici soldatini giocattolo. Un impiego dei soldatini intermedio fra il gioco infantile e il collezionismo è il loro uso come pezzi di gioco in wargame più o meno complessi. In questo contesto i soldatini prendono anche il nome di miniatura.
I soldatini possono essere fatti di una grande varietà di materiali; quelli di produzione di massa sono stati a lungo prevalentemente in metallo (per lo più piombo, stagno o leghe), gesso, carta o materiali misti, ma oggi il materiale predominante è certamente la resina artificiale. In base alla forma si distinguono poi figurini a tutto tondo o a mezzo tondo o anche piatti (impropriamente definiti Zinnfiguren), pieni o cavi. I soldatini giocattolo sono tradizionalmente venduti in confezioni che ne comprendono un set e sono per lo più dipinti; i figurini da collezione tendono invece a essere venduti singolarmente e sono per lo più "bianchi" essendo lasciato al collezionista il piacere e l'onere di dipingerli.
Anche la scala può variare, sono stati commercializzati nel tempo soldatini di pochi millimetri di altezza, come quelli prodotti in scala H0 (1:87) in Italia dalla celebre ditta Atlantic negli anni settanta, e altri di dimensioni maggiori, fino a alcune decine di centimetri. Giocattoli più grandi di tema militare, come i pupazzi della serie G.I. Joe, spesso caratterizzati da parti snodabili, non vengono in genere classificati come soldatini ma come action figures.

## Storia

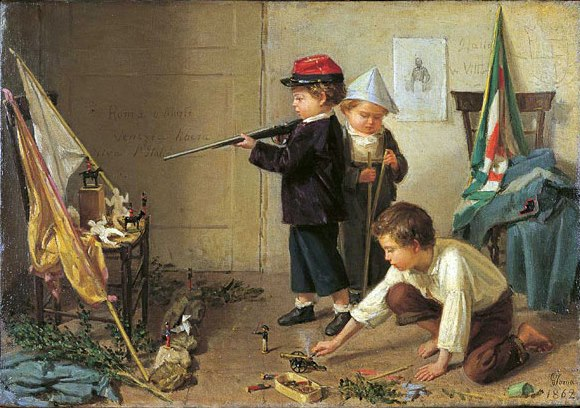
Bambini che giocano alla guerra garibaldina con soldatini, titolo dipinto "Piccoli patrioti" di Gioacchino Toma, 1862

La produzione dei figurini risale al più remoto passato dell'umanità, anche se non sempre è possibile associarli, almeno in modo certo, a un impiego ludico. Per esempio, i figurini prodotti dai sumeri del periodo neolitico/calcolitico (7000 - 3500 circa a.C.) avevano probabilmente scopo votivo. A Tell Halaf sono state rinvenute statuine sedute in creta di sesso femminile (presumibilmente dee-madri). In particolare, durante la civiltà Ubaid (5500 - 4000 circa a.C.) sono state prodotte statuine in creta (classica la statuina di un uomo rinvenuta a Eridu) così come durante la civiltà Uruk (4000 - 3500 circa a.C.) (classica la statuina in creta di una donna con bambino rinvenuta a Ur. Va appena menzionata, di questo periodo, l'arte dei sigilli. Nel periodo finale della civiltà Uruk, l'arte dell'intaglio dei sigilli raggiunse forme d'arte altissime: si tratta di incisioni primitive che verranno riprese dai maestri tedeschi a partire dal medioevo per la loro produzione di figurine in piombo.
La produzione di statuine proseguì anche nei periodi predinastico (3100 - 2900 circa a.C.), nel periodo protodinastico (2900 - 2400 circa a.C.: tipicamente rappresentata dalla dozzina di figure di re, sacerdoti e sacerdotesse a mani giunte, prodotte in calcare nero e ritrovate nel tempio di Abu a Tell Asmar), e nel periodo accadico (2735 - 2180 circa a.C.: tipica di questo periodo la figurina seduta in alabastro ritrovata a Mari in Siria). Insieme al miglioramento della tecnica produttiva delle statuine, destinate a essere ospitate nei templi a scopo votivo e nelle tombe dei nobili (così come in Egitto), si evolse anche l'arte della scultura di soggetti di maggiori dimensioni. Il periodo accadico viene ricordato anche per la miniaturizzazione dei sigilli. Ma, ancora una volta, non si trattava di figurini militari e quindi non di soldatini nel senso stretto del termine. L'unico esempio di tal fatta noto è il carro da guerra mesopotamico in bronzo tirato da quattro buoi e alto sei centimetri.
Contemporaneamente anche la civiltà egizia diede prova di espressioni artistiche non inferiori per finezza ed espressività. Figurine a carattere militare sono state ritrovate in molte tombe; famose a tal proposito quelle ritrovate nella tomba del principe Emsah durante gli scavi di Siout nell'Alto Egitto e ora conservati nel museo del Cairo. Si tratta di un reparto di fanteria leggera numida armata di lancia corta e uno di fanteria pesante egizia armata di lancia lunga e scudo. Le figure sono in legno dipinto e fissate in file di otto su un'unica base. Si tratta del primo esempio di vere e proprie figurine a carattere militare. Anche queste figurine avevano tuttavia scopo votivo o decorativo. Non venivano considerate giocattoli né, probabilmente, soldatini usati per simulare manovre militari. Ciò vale anche per le epoche successive. Da citare il ritrovamento in Carinzia in un tumulo sepolcrale risalente al 1000 a.C. circa di un carro da guerra; anche in questo caso non si tratta di giocattoli ma di oggetti votivi.
Il primo a far riferimento a giochi militari fu Svetonio il quale descrisse un gioco consistente in un cavallo cavo dentro cui potevano essere nascosti dei piccoli guerrieri greci. Il che fa pensare non solo ad una certa diffusione dei soldatini già in questo periodo ma anche a dei wargame. A Roma erano diffuse figurine giocattolo ma si trattava per lo più di bambole.
Per parlare di "veri" soldatini bisogna attendere il Medioevo. Durante i frequenti pellegrinaggi del periodo intorno all'anno mille i pellegrini solevano indossare emblemi. Questi erano di vario tipo, crest (emblemi a forma di scudo), figure di santi, stemmi delle città attraversate, ecc. È verosimile che, una volta inutilizzabili, queste figurine (di solito a mezzotondo) venissero cedute ai bambini per giocarci. Il Medioevo vide la produzione di massa di questi emblemi, in oro o argento, da parte di orafi, destinati ai nobili, sia in piombo o stagno, da parte di stagnini, destinati ai meno abbienti. Nel Quattrocento si diffusero dei soldatini rappresentanti dei cavalieri da torneo, in legno o metallo, che presentavano un foro al torace attraverso il quale si facevano passare una o due corde che permettevano di far muovere il soldatino. Mettendo due soldatini uno di fronte all'altro si poteva mimare l'assalto di un torneo.
Nel XVI secolo, probabilmente come diretta conseguenza dell'uso ludico degli emblemi dei pellegrini, prodotti, come già detto, a migliaia, cominciarono a diffondersi figurine di piombo o stagno pensate fin dall'inizio e prodotte come giocattoli per bambini. La Germania viene considerata la patria di questi soldatini: nel 1578 il Consiglio di Norimberga emise un editto che autorizzava la Gilda dei Peltrai a produrre figurine di stagno/piombo da destinare come giocattoli ai bambini. Sempre di questo periodo sono i soldatini destinati ai regnanti. Classico è l'esempio dei 300 soldatini in argento, fabbricati dall'orafo tedesco Nicholas Roger, che Maria de' Medici, regina di Francia, regalò al figlio Luigi XIII, Delfino di Francia, nel 1610. Il figlio di questi, Luigi XIV il Re Sole, pare che donò un intero esercito giocattolo al Grande Delfino, Luigi, suo figlio (peraltro morto prima di lui). Pare che il Re Sole fece poi fondere questi preziosi soldatini d'argento per farne monete. Anche Enrico d'Inghilterra, principe di Galles, morto nel 1612, ebbe i suoi soldatini, così come lo Zarevic Pietro, futuro zar Pietro III (1728-1762), cui furono regalati dalla madre Caterina la Grande. Pare che Pietro ne possedesse talmente tanti da dover costruire un altro castello per contenerveli. Si trattava come già detto, di pezzi prodotti singolarmente, di metallo pregiato e, non di rado, animati. Tutte queste figurine erano probabilmente a tuttotondo (cosiddetti ronde-bosses).
In questo periodo ebbero una certa diffusione anche le figurine di carta dipinta, prodotte da artigiani non meno bravi. Si tratta però di soldatini di cui, a causa della delicatezza del materiale utilizzato, non è pervenuto nulla. L'importanza di queste figurine come giocattoli non fu comunque compresa fino all'inizio del XVIII secolo, allorché Norimberga divenne la capitale dei soldatini di piombo. In Germania, in realtà, si producevano, come già detto figurine in piombo o stagno fin dalla fine del XVII secolo. Si trattava di figure piatte, appena abbozzate, di dimensioni molto varie. Queste figure venivano (e vengono ancora oggi) definite zinnfiguren. Il termine significa letteralmente "Figurina di stagno", quindi indica ogni soldatino di stagno e, in senso lato, di metallo. Il termine corretto delle figurine piatte sarebbe, però, flachfiguren, letteralmente "figurine piatte". In realtà quando si parla oggi di zinnfiguren di solito si fa riferimento alle figure piatte di metallo. Nonostante questa approssimazione stilistico-morfologica, queste figurine erano molto popolari.

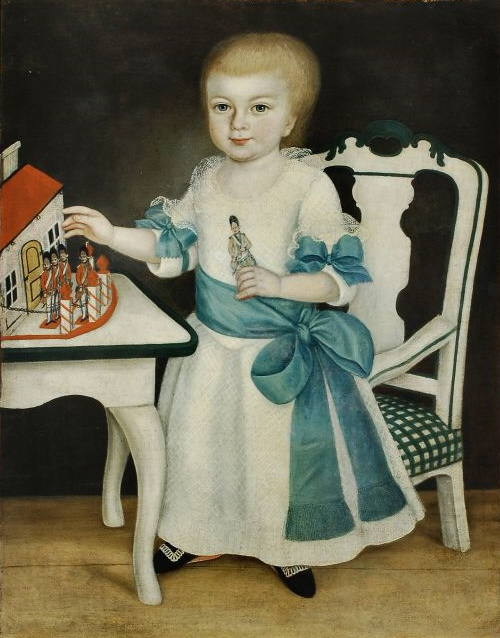
Bambino con soldati giocattolo, tela del XVIII secolo

L'arte del soldatino conobbe una svolta con l'entrata in scena degli Hilpert. Johann Gottfried Hilpert (nato nel 1732 da uno stagnino), suo fratello Johann Georg e suo figlio Johann Wolfgang, venivano da una famiglia di peltrai di Coburgo e instaurarono la loro attività a Norimberga nel 1760. Da quella data, e per circa 100 anni, gli Hilpert stabilirono lo standard delle figurine di stagno portandole da giocattoli dalle forme rozze a opere d'arte sofisticate. Gli Hilpert iniziarono a produrre figurine di soggetto civile: famosi i loro pattinatori, la caccia al cinghiale, la fattoria con animali, ecc. L'opera più significativa degli Hilpert fu il set di 19 animali prodotti nel 1780, ciascuno dei quali portava inciso alla base il proprio nome scientifico in latino, tratto da Das Natursystem di Schreber, e dalla Histoire Naturelle di Georges-Louis Leclerc di Buffon. Tra questi spicca il gruppo delle scimmie, alcune delle quali ospitate al Museo nazionale germanico di Norimberga, dotate ciascuna di espressioni diverse e, talora, umoristiche. Si tratta, come tutta la produzione degli Hilpert, di vere e proprie opere d'arte, che oggi, quando messe all'asta, raggiungono cifre astronomiche. Oggi, gli Hilpert vengono considerati i veri padri delle figure piatte.
Con le campagne militari di Federico il Grande l'attenzione di pubblico e artigiani si concentrò sui soggetti militari; Hilpert iniziò così la produzione di massa di soldatini veri e propri. La prima di queste figurine militari fu proprio un ritratto di Federico il Grande alta 150 mm, oggi conservata al Museo nazionale bavarese, e firmata "J.H.,1777". Da quel momento, Hilpert iniziò a produrre soldatini dell'esercito di Federico e poi anche di altri Paesi, soprattutto Francia e Russia. Raggiunta una richiesta enorme, si verificò un proliferare di artigiani, non solo a Norimberga, ma anche ad Hannover, in Sassonia e altri stati. La Sassonia, in particolare, divenne la patria della produzione di massa, quando, verso la fine del Settecento, le miniere di stagno di Erzgebirge erano divenute le più attive in tutta la nazione. Come diretta conseguenza il lavoro, prima nelle mani del singolo artigiano, si specializzò, con distinzione tra disegnatori, incisori specializzati, e fonditori. Ancora una volta, si trattava di soggetti vari, non solo militari.
Anche in Italia le prime figurine piatte di stagno comparvero verso il 1770. Grazie a uno di questi artigiani italiani emigrati a Barcellona, Carlo Ortelli Dotti, iniziò, verso il 1830, la produzione di figurine di piombo; si trattava inizialmente di soggetti religiosi e civili (in particolare ballerini di flamenco e contadini con i loro costumi variopinti), seguiti comunque verso la fine del XIX secolo da soggetti militari, anche grazie alla concorrenza dei principali colleghi di Dotti, Pirozzini e Lleonart. In tal modo Barcellona divenne la Norimberga di Spagna. La diffusione dei soldatini di piombo in Spagna fu tale che, secondo uno storico spagnolo "i soldatini di piombo costituivano il principale divertimento di molti bambini, di qualunque estrazione sociale, nel corso del XIX secolo".
Tornando in Germania, tra i successori più famosi degli Hilpert, sono da ricordare gli Heinrichsen, altra grande dinastia, e un loro ex dipendente, Johann Christian Allgeyer, capo anch'egli di un'altra "famiglia". Fu Ernst Peter Heinrichsen a stabilire le misure dei "Norimberga". Questo artigiano iniziò il suo apprendistato come peltraio dal famoso Johann Wolfgang Ammon nel 1830. Nel 1839 egli si mise in proprio, trasferendosi a Norimberga. All'inizio, egli produsse figure di diverse dimensioni, 45, 55 e 70 mm, non solo piatte ma anche a mezzotondo. Nel 1848 egli introdusse le dimensioni oggi universalmente note: il soldato a piedi 30 mm (misurati dalla fronte a terra: quindi copricapi in più) mentre quello a cavallo 40 mm. Fu comunque solo nel 1924 che queste misure vennero accettate universalmente come "Scala Norimberga". Contestualmente, a Berlino e Hannover fu introdotta la misura di 40 mm per il soldatino a piedi, nota oggi come "Scala Berlino o Hannover". I soldatini venivano venduti in scatole (ovali, di legno o cartone, anch'esse oggi oggetti da collezione) da un ottavo, un quarto, mezza o una libbra. Quest'ultima conteneva circa 300 fanti (o circa 150 cavalieri) contro i venti della scatola più piccola. Il prezzo all'ingrosso era, agli inizi del XX secolo di 3,90 franchi alla libbra, in negozio circa il doppio. I soldatini venivano venduti grezzi ("bianchi"), oppure dipinti. In questo caso, spesso, si trattava di pochi colpi di pennello che servivano solo a dar l'idea del colore dell'uniforme e del viso, ma talvolta neppure l'intera figurina veniva dipinta.
Gli stampi erano piuttosto semplici: si trattava di due lastre di ardesia che venivano incise, una per il recto e una per il verso e che, una volta unite, presentavano un foro in alto dal quale veniva colato lo stagno. Inizialmente le figurine erano proprio di stagno, poi, sia per abbassare i costi di produzione, sia per garantire una maggiore fluidità del metallo, si passò all'aggiunta di piombo.
Per quanto la zinnfigur fosse il principale tipo di soldatino prodotto fino agli ultimi anni del XIX secolo, già agli inizi dello stesso secolo, alcune ditte tedesche avevano cominciato a produrre alcune figure meno piatte, anche se non propriamente a tuttotondo: Si trattava di figure cosiddette semisolide, fase transitoria verso le tradizionali figure tridimensionali come le conosciamo oggi. Il passaggio verso la forma semisolida fu dettato da due ordini di considerazioni, entrambe però, economiche: la prima era che una figura più simile al reale sarebbe stata più appetibile, soprattutto dagli acquirenti più giovani; la seconda derivava dall'usuale spinta verso il profitto dei produttori (ottenere di più a costi sempre più bassi). Anche per tale motivo al più costoso stagno si cominciarono ad aggiungere piombo e antimonio. In tal modo i soldatini erano meno cari e tendevano a piegarsi piuttosto che a rompersi come prima. Benché vittime di critiche anche ai loro tempi, non si può negare che questi soldatini avessero un loro fascino. Sono distinguibili dai ronde-bosses perché, per esempio le zampe dei cavalli e le gambe dei soldati sono complanari; spesso, però, i cavalieri, che eran dotati di gambe atteggiate ad arco per rimanere saldi in sella (come al vero), potevano separarsi dal cavallo. In alcuni casi, i cavalli erano dotati di un semplice meccanismo a molla nella base, per cui sollevando la coda, si generava un movimento del cavallo, una sorta si balzo che simulava il movimento. Ad ogni modo, che queste figure semisolide incontrassero il favore del pubblico è dimostrato dalla grande quantità prodotta. I già citati Ammon, Heinrichsen e Allgeyer, produssero tutti figurine semisolide, spesso modificando le figurine piatte, ma non di rado anche producendole ex novo.

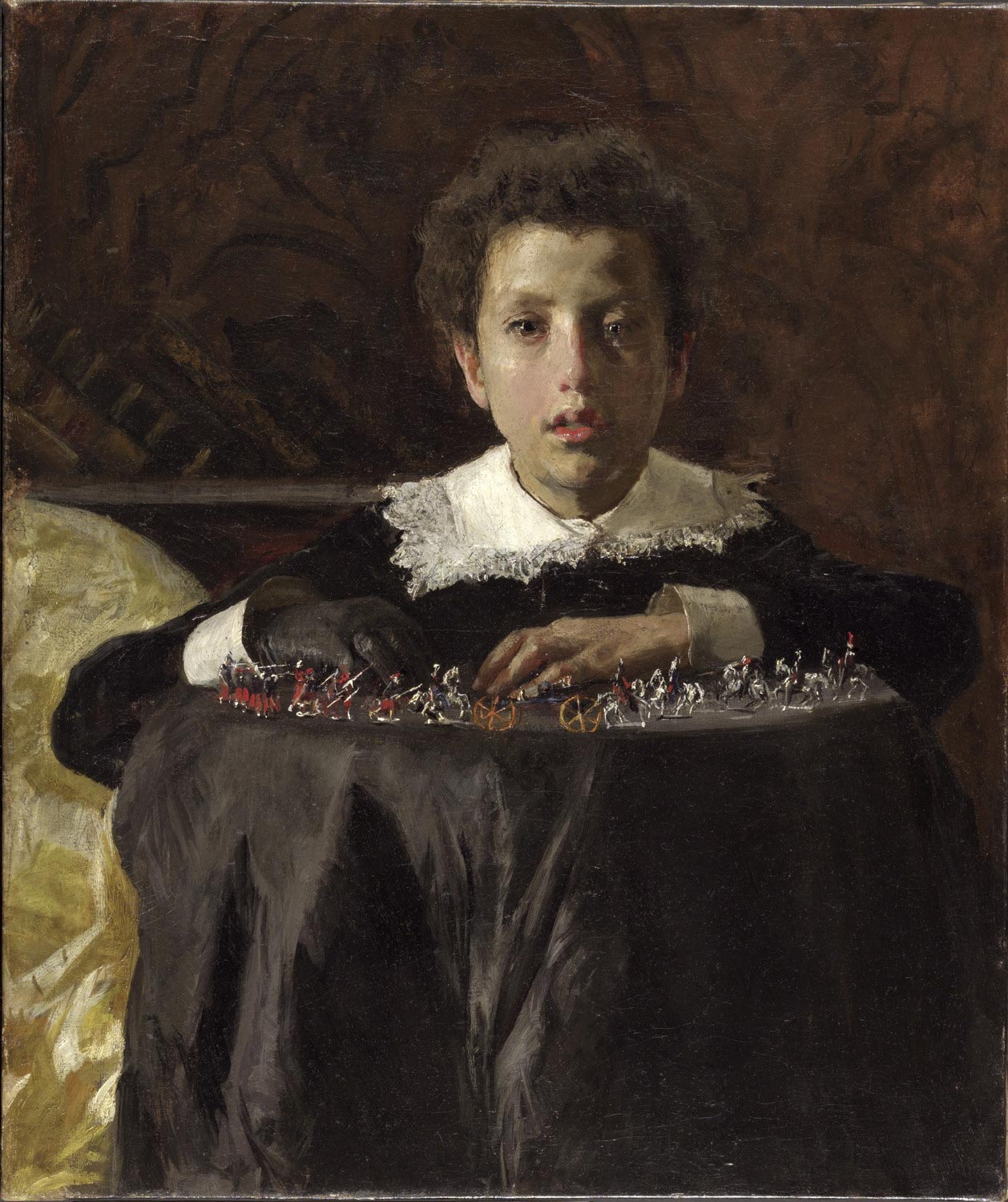
Ragazzo con soldatini, olio su tela del 1876 circa

La produzione dei soldatini semisolidi spalancò le porte alla produzione delle figure solide (tridimensionali, a tuttotondo o ronde-bosses). Per quanto fossero i francesi a produrre commercialmente i primi ronde-bosses, verso la fine del XVIII secolo, furono ancora i tedeschi, per la loro prolificità, a conquistare il mercato. Tra i produttori tedeschi spicca Johann Haffner di Fürth (poi anch'egli trasferitosi a Norimberga). Anche Haffner iniziò con le zinnfiguren per passare poi alle semisolide e quindi alle ronde-bosses. Haffner vinse la medaglia d'eccellenza all'Esposizione dei Giocattoli di Parigi del 1871. Tra le più appariscenti produzioni di questo artista ci sono gli eserciti di Francia e Germania delle guerre napoleoniche. Le figurine misuravano 49 mm per i fanti e 72 mm per i cavalieri. Questi ultimi erano particolarmente curati, basti pensare che cavaliere e sella erano staccabili (il cavaliere era dotato di un perno nella seduta che si ancorava in un foro della sella. Prima di passare ad altri paesi ricordiamo ancora Johann Car Fraas, Conrad Schildknecht e Georg Spenküch, quest'ultimo famoso anche per aver prodotto un modellino della ferrovia Norimberga-Fürth. Questi artigiani/artisti sono poco ricordati oggi. Più famoso Georg Heide di Dresda, i cui soldatini spazzarono via dalla stanza dei giochi dei bambini quelli degli autori già citati e si diffusero in tutto il mondo.
Sul finire del Settecento in Francia vennero invece creati i primi soldatini tridimensionali ad opera del fonditore parigino Lucotte. A partire dal 1840 la Germania la farà nuovamente da padrona nella produzione dei soldatini, concentrandosi sulle guerre napoleoniche per mezzo di Georg Heide di Dresda. Heide produsse oltre ai soldatini, praticamente ogni soggetto, storico, leggendario o fantastico. Il suo catalogo, appena dopo la Prima Guerra Mondiale comprendeva 1400 diversi set, ma il numero di figure diverse era enormemente più alto. Le fonderie di Heide produssero guerrieri Greci e Romani, Egizi, Normanni, templari, arabi, saraceni, esploratori, truppe cammellate, soldati indiani con elefanti, e tutti gli eserciti coevi, ma anche bande musicali militari e non. Ciò che più impressiona nei soldatini di Heide è la varietà di espressioni. Questi erano rappresentati in ogni atteggiamento reale, tanto che spesso i set permettevano di allestire subito dei diorami che colpivano per la vivacità e "realtà" delle situazioni rappresentate. Heide produsse figurine di ogni dimensione, dalle più piccole di 40 mm (misura 3b del catalogo Heide) fino alle più grandi di 145 mm (misura 0"), benché le figure più esportate fossero le 63 mm (misura 2).

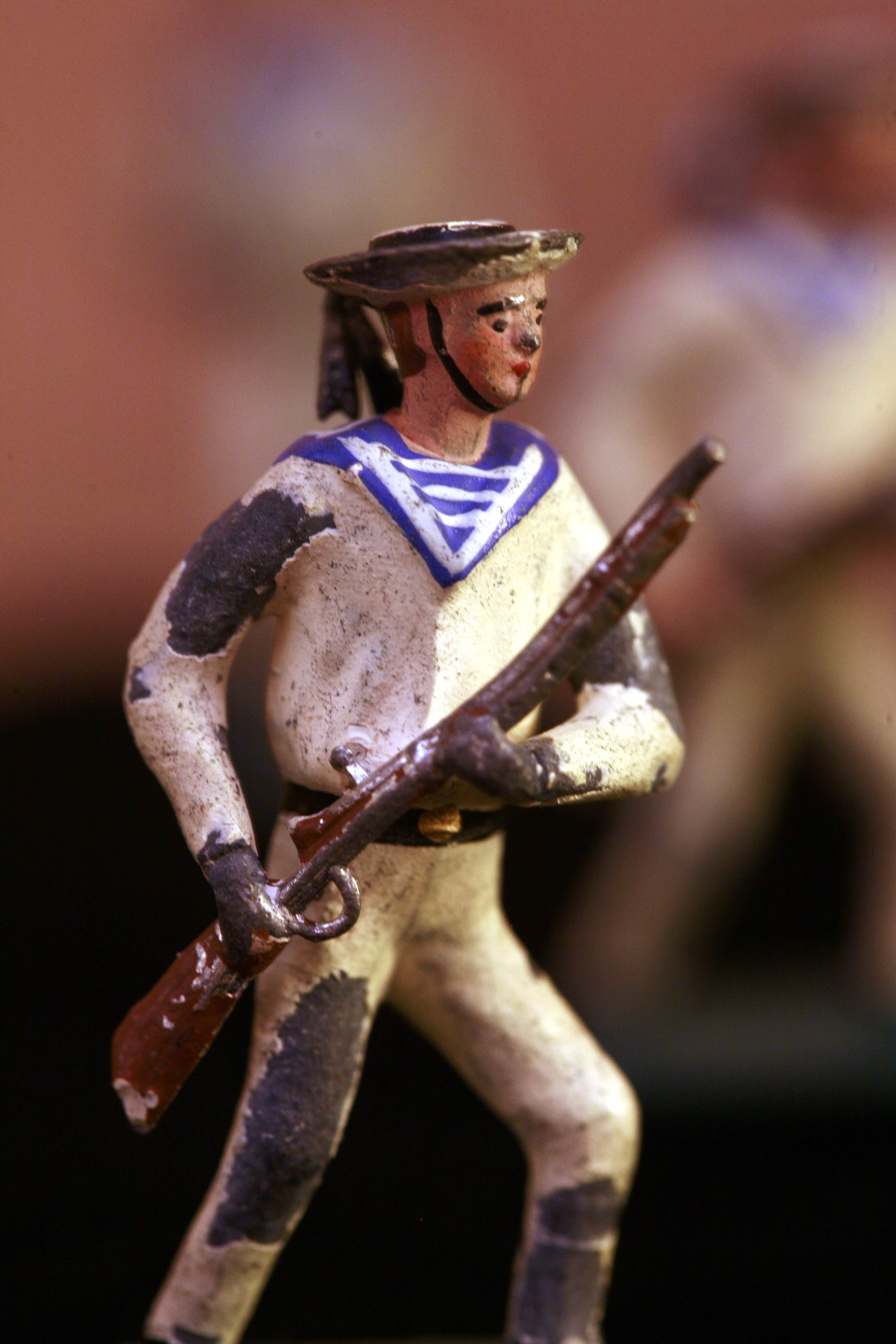
Soldatino di un marinaio francese nella guerra sino-francese

Fra la fine del XIX secolo e l'inizio del nuovo secolo anche la Gran Bretagna comincerà a produrre soldatini di qualità. È noto che lo stesso Churchill fosse un grande appassionato di soldatini. Da citare la ditta Britain che con un nuovo metodo di produzione (soldatini cavi) riuscì ad accelerarne la produzione a ritmi altissimi ad un costo ridotto. In questo modo i soldatini, balocchi dei figli della classe più elevata, approdarono via via a masse sempre più grandi di bambini e adulti appassionati.
Nel periodo fra le due guerre mondiali la scarsità di materie prime costrinse le case produttrici a trovare materiali alternativi come latta e gesso. È di questo periodo la produzione tedesca della ditta Elastolin che in periodo di forte recessione inizia a fabbricare soldatini con una miscela composta da cartapesta, colla e gesso detta comunemente pasta. Dopo la seconda guerra mondiale l'avvento della plastica segna una nuova era per i soldatini che diventano un giocattolo di massa. Il nuovo materiale poco costoso e facilmente modellabile inondò i negozi di giocattoli con milioni di soldatini prodotti da centinaia di ditte. Certamente questi soldatini non hanno la qualità di quelli in piombo, ma hanno indubbiamente un loro fascino e molti sono ricercati dai collezionisti. Attualmente in plastica si affermano principalmente le scale 1/32 e 1/72, mentre in piombo e in metallo ci si orienta principalmente sul 1/32 e 1/35.

## Materiali e scale

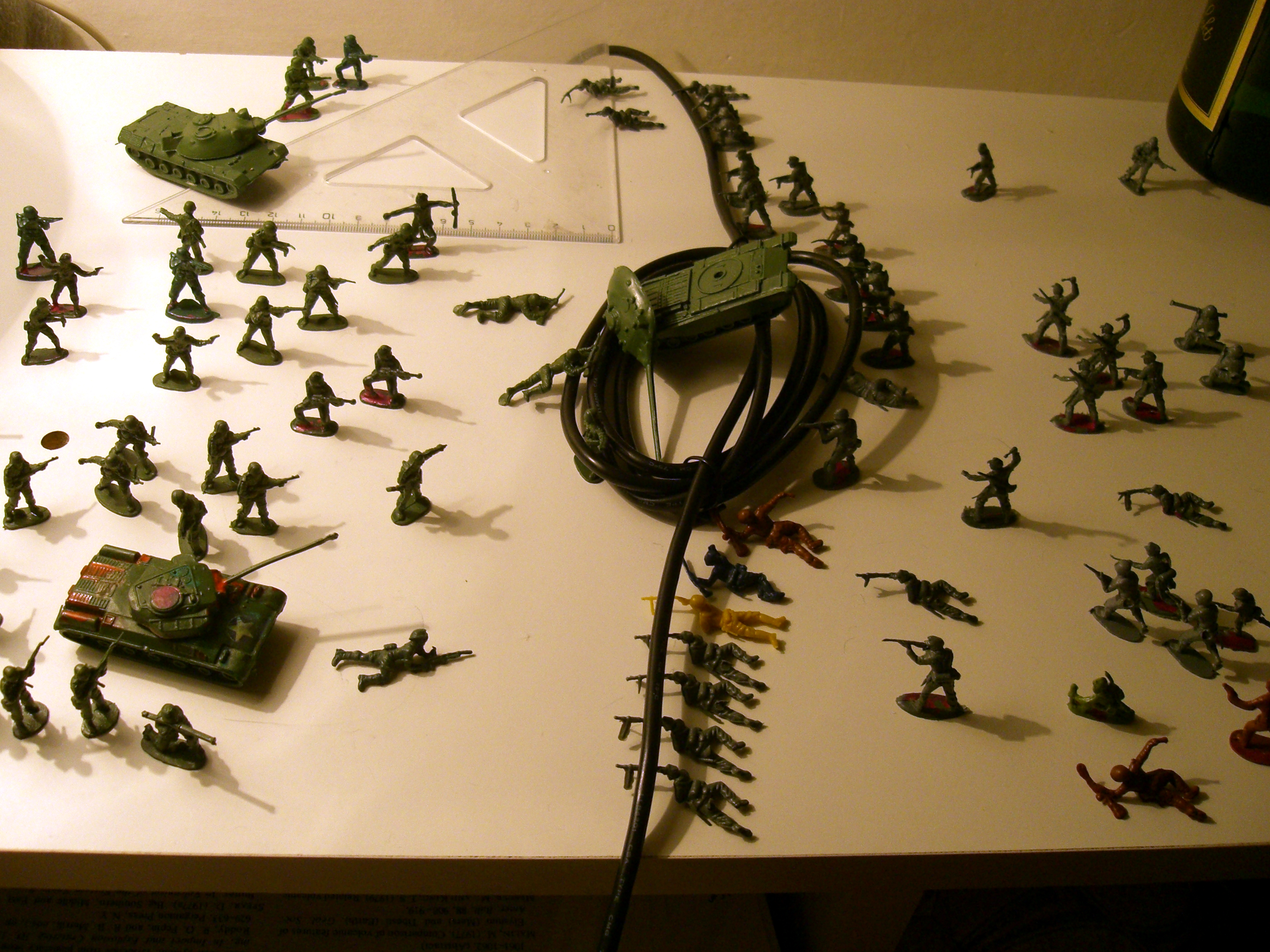
Soldatini della seconda guerra mondiale

La riproduzione può essere realizzata in svariati materiali di cui i principali sono:
- Piombo
- Leghe metalliche
- Plastica
- Resina

Per i soldatini in genere si utilizzano le seguenti scale:
- 2 mm
- 6 mm
- 10 mm
- 15 mm
- 1/100 = (scala di costruzione di kit modellistici H0/00)
- 1/87 = 20 mm (scala tedesca del modellismo ferroviario H0)
- 1/76 = 23 mm (scala inglese del modellismo ferroviario 00)
- 1/72 = 25 mm
- 1/56 = 28 mm
- 40 mm
- 1/35 = 52 mm
- 1/32 = 54 mm
- 1/30 = 60 mm
- 65 mm
- 70 mm
- 75 mm
- 80 mm
- 90 mm
- 120 mm

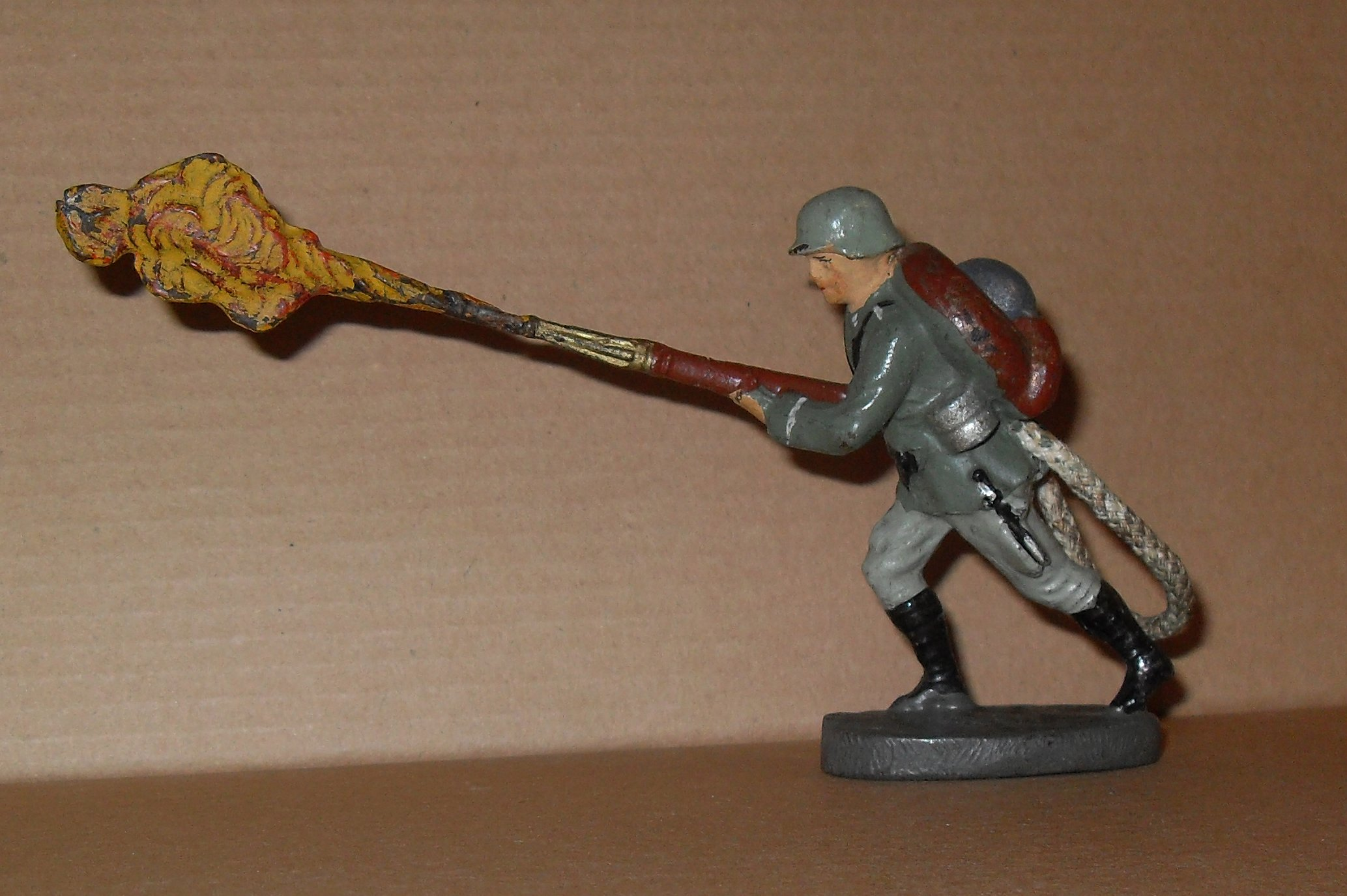
Soldatino in elastolin rappresentante un soldato tedesco armato di lanciafiamme

Le scale più piccole sono legate al mondo dei wargame e sono dettate dall'esigenza di avere a disposizione intere armate in poco spazio in modo da riprodurre nel modo più dettagliato possibile complessi eventi bellici. Da 1/87 in poi l'uso viene anche destinato alla realizzazione di diorami, cioè dei plastici riproducenti battaglie e fatti d'arme o anche piccole scenette militari.
Da 40 mm in poi si abbandona l'uso wargamistico per evidenti ragioni di spazio e si passa oltre al diorama ad un uso espositivo o prettamente ludico. Quest'ultimo utilizzo si è un po' perso negli ultimi venti anni, quando i bambini hanno cominciato ad abbandonare questo intrattenimento per dedicarsi ad altri giochi. Ultimamente però sono ricomparsi in tutti i negozi di giocattoli soldatini in queste scale grandi specialmente del periodo medievale e antico. Per quanto riguarda la colorazione esistono varie tipologie di pigmenti, come i colori acrilici, dotati di una rapida asciugatura, gli smalti e gli olii.

## Tipologie
- Soldatini in plastica 1/72
- Soldatini in plastica 1/32
- Soldatini in piombo 1/35
- Soldatini in piombo in 2 mm
- Soldatini in piombo 6 mm
- Soldatini in piombo 10 mm
- Soldatini in piombo 15 mm
- Soldatini in piombo 25–28 mm